# مستشفى الرويشد
مستشفى الرويشد هو مستشفى حكومي أردني يقع في مدينة الرويشد في محافظة المفرق، وهو المستشفى الوحيد في المدينة.

## مشروع مستشفى الرويشد الجديد
بدأ القيام بأعمال إنشائية لمستشفى الرويشد بتمويل من دولة الإمارات بتكلفة 8 ملايين دينار، لبناء مبنى جديد بمساحة 3 آلاف متر مربع سيحتوي على 30 سريرًا، وغرفتين للعمليات، وقسم للعناية الحثيثة، وسيتم إضافة تخصصات جديدة كالكلى والمسالك البولية. اُفتتح في 15 أكتوبر 2022.